# Бикар, Аленка
Аленка Бика́р (словен. Alenka Bikar; род. 7 января 1974, Любляна) — словенская легкоатлетка, бегунья на короткие дистанции. Участница трёх Олимпийских игр (1996-2004). Чемпионка Средиземноморских игр 2005 года.

## Спортивная биография
Аленка Бикар трижды принимала участие в летних Олимпийских играх. Дебют у словенской бегуньи состоялся в 1996 году на играх в Атланте. Бикар выступила на дистанции 200 метров и показала неплохой результат, пробившись в полуфинал, где с результатом 22,82 с заняла 7-е место в своём забеге. В 2000 году на летних Олимпийских играх в Сиднее спортсменке удалось пробиться в четвертьфинал на 200-метровке, но дальше пройти не удалось. Для попадания в следующий раунд Бикар не хватило всего 0,06 с. Летние Олимпийские игры 2004 года в Афинах также не принесли особых успехов словенской спортсменке. Бикар прошла в четвертьфинал, но выступила там очень неудачно, заняв 7-е место в своём забеге.
Главными достижениями в карьере Бикар являются серебро чемпионата Европы в помещении, завоёванное в 2000 году, а также две медали выигранных на Средиземноморских играх.
В 2008 году завершила спортивную карьеру.

## Достижения
- Спортсменка года в Словении (2001).

## Личные рекорды
| Лучшие результаты | Лучшие результаты | Лучшие результаты | Лучшие результаты | Лучшие результаты |
| Дисциплина        | Результат         | Примечание        | Место             | Дата              |
| На воздухе        | На воздухе        | На воздухе        | На воздухе        | На воздухе        |
| ----------------- | ----------------- | ----------------- | ----------------- | ----------------- |
| 100 м             | 11,21 с           | ветер 0,5 м/с     | Марибор           | 7 июля 2001       |
| 200 м             | 22,76 с           | ветер 1,2 м/с     | Ретимнон          | 23 июня 2004      |
| 200 м             | 22,76 с           | ветер -0,1 м/с    | Эдмонтон          | 9 августа 2001    |
| 200 м             | 22,76 с           | ветер 0,0 м/с     | Ингольштадт       | 27 мая 2001       |
| В помещении       |                   |                   |                   |                   |
| 60 м              | 7,20 с            |                   | Гент              | 27 февраля 2002   |
| 200 м             | 23,16 с           |                   | Гент              | 26 февраля 2002   |